# Крас (Бузет)
Крас (хорв. Kras) — населений пункт у Хорватії, в Істрійській жупанії у складі міста Бузет.

## Населення
Населення за даними перепису 2011 року становило 12 осіб.
Динаміка чисельності населення поселення:

## Клімат
Середня річна температура становить 11,96 °C, середня максимальна – 25,11 °C, а середня мінімальна – -1,72 °C. Середня річна кількість опадів – 1247 мм.
| Клімат поселення                              | Клімат поселення | Клімат поселення | Клімат поселення | Клімат поселення | Клімат поселення | Клімат поселення | Клімат поселення | Клімат поселення | Клімат поселення | Клімат поселення | Клімат поселення | Клімат поселення | Клімат поселення |
| Показник                                      | Січ.             | Лют.             | Бер.             | Квіт.            | Трав.            | Черв.            | Лип.             | Серп.            | Вер.             | Жовт.            | Лист.            | Груд.            |                  |
| Середній максимум, °C                         | 9,12             | 9,70             | 12,39            | 16,04            | 20,61            | 24,35            | 25,11            | 24,74            | 20,46            | 16,21            | 11,42            | 8,55             |                  |
| Середня температура, °C                       | 3,71             | 4,29             | 6,97             | 10,62            | 15,20            | 18,94            | 21,34            | 20,96            | 16,68            | 12,44            | 7,64             | 4,77             |                  |
| Середній мінімум, °C                          | −1,72            | −1,13            | 1,56             | 5,22             | 9,77             | 13,51            | 17,56            | 17,17            | 12,90            | 8,64             | 3,85             | 0,98             |                  |
| Норма опадів, мм                              | 94               | 76               | 92               | 104              | 90               | 106              | 74               | 100              | 107              | 138              | 146              | 120              |                  |
| Середньомісячна швидкість вітру, м/с          | 1.89             | 2.17             | 2.36             | 2.34             | 2.13             | 2.04             | 1.98             | 1.94             | 1.90             | 2.06             | 2.11             | 2.05             |                  |
| Середньомісячна сонячна радіація, кДж/м²·день | 4496             | 7365             | 10570            | 14765            | 18994            | 20566            | 21612            | 18534            | 13929            | 8961             | 4890             | 3739             |                  |
| --------------------------------------------- | ---------------- | ---------------- | ---------------- | ---------------- | ---------------- | ---------------- | ---------------- | ---------------- | ---------------- | ---------------- | ---------------- | ---------------- | ---------------- |
| Джерело:                                      |                  |                  |                  |                  |                  |                  |                  |                  |                  |                  |                  |                  |                  |